# Sigurd J. Savonius
Sigurd J. Savonius (2 de noviembre de 1884 - 31 de mayo de 1931) fue un inventor finlandés conocido principalmente por haber desarrollado el rotor Savonius en el campo de la energía eólica.

## Vida y obra
Savonius nació en Hämeenlinna, Finlandia y fue uno de los tres hijos, junto con sus hermanos Maximilian Lars Helge y Odert Albin.
Cuando era joven disfrutaba experimentando con explosivos. Uno de tales experimentos, un intento de mezclar fósforo rojo con un cuchillo y un tenedor, le costó dos dedos y la visión en su ojo derecho.
Savonius se graduó en la escuela secundaria en Helsinki en 1901. Aunque él había planeado originalmente convertirse en ingeniero, decidió estudiar arquitectura y se graduó en 1906 en la Politécnica de Helsinki. Sin embargo, habitualmente se refería a sí mismo como un ingeniero.
En la década de 1920, Savonius se concentró especialmente en el control de los flujos de aire y el uso de la energía eólica. A principios de 1924, Savonius había desarrollado un rotor con un cilindro abierto a la circulación de aire. Los dos opuestos arreglan las paletas en este cilindro producción una torsión alta rotor que podría ser utilizada directamente para la producción de energía.
Esta invención para el uso de la energía eólica fue patentada en Finlandia en 1926. Murió de neumonía a la edad de 46 y su hermano Odert asumió el control la empresa.
- Datos: Q725323
- Multimedia: Sigurd Savonius / Q725323